# Ulf Merbold
Ulf Dietrich Merbold, född 20 juni 1941 i Greiz, är en tysk ESA-astronaut. Merbold blev 1983 den förste västtysken i rymden (östtysken Sigmund Jähn gjorde sin första rymdresa 1978).
Asteroiden 10972 Merbold är uppkallad efter honom.

## Rymdfärder
STS-9, STS-42, Sojuz TM-20, Sojuz TM-19